# Tulata
Tulata (en rus: Тулата) és un poble (un possiólok) de l'óblast d'Astracan, a Rússia, segons el cens del 2014 tenia 53 habitants.